# سيدني إليوت نابير
سيدني إليوت نابير (بالإنجليزية: Sydney Elliott Napier)‏ هو صحفي أسترالي، ولد في 23 ديسمبر 1870 في سيدني في أستراليا، وتوفي في 3 مايو 1940 في شاتسوود ‏ في أستراليا.